# Spoidło tylne

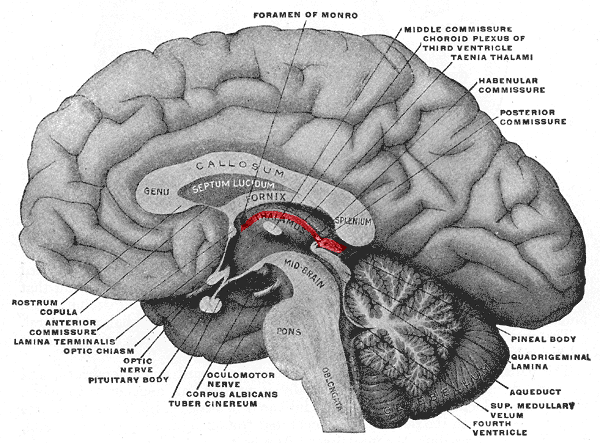
Mózgowie z zaznaczonym na czerwono nadwzgórzem. Spoidło tylne podpisane posterior commissure.

Spoidło tylne (łac. commissura posterior), spoidło nadwzgórzowe (commissura epithalamica) – w anatomii człowieka nieparzysta część składowa nadwzgórza, stanowiąca cienkie pasmo istoty białej wygięte w kształt podkowy, łączące dwie półkule mózgu. Spoidło tylne położone jest w tylnej ścianie komory trzeciej, grzbietowo względem wodociągu mózgu, górnym brzegiem łącząc się z blaszką dolną szyszynki, a dolnym brzegiem z blaszką pokrywy śródmózgowia. Pośredniczy w obustronnym odruchu źrenicznym. Większość włókien spoidła tylnego pochodzi z jądra spoidła tylnego (Darkszewicza). 